# Älgetjärnen, Medelpad
Älgetjärnen är en sjö i Sundsvalls kommun i Medelpad och ingår i Indalsälvens huvudavrinningsområde.